# Hradiště (Dél-plzeňi járás)
Hradiště település Csehországban, a Dél-plzeňi járásban. Hradiště Lnáře, Kadov, Nezdřev, Kasejovice, Oselce, Slatina és Chanovice településekkel határos. Lakosainak száma 218 fő (2024. január 1.).

## Népesség
A település lakosságának változását az alábbi diagram mutatja:
| Lakosok száma | 753  | 731  | 739  | 525  | 395  | 267  | 207  | 218  | 218  | 218  |
|               | 1869 | 1890 | 1921 | 1950 | 1980 | 2001 | 2017 | 2019 | 2022 | 2024 |